# بید الجزایری
بید الجزایری (نام علمی: Zygaena algira) نام یک گونه از تیره جنگل‌بانان است.